# هوگو وزر
هوگو وزر (انگلیسی: Hugo Waser; ۹ اوت ۱۹۳۶ – ) قایقران روئینگ اهل سوئیس بود.
وی در مسابقات کشوری و بین‌المللی در مجموع برندهٔ ۳ مدال برنز شده‌است.